# Seiðr
 (février 2015).
Si vous disposez d'ouvrages ou d'articles de référence ou si vous connaissez des sites web de qualité traitant du thème abordé ici, merci de compléter l'article en donnant les références utiles à sa vérifiabilité et en les liant à la section « Notes et références ».
Le seiðr (seidr, seid) désigne un ensemble de pratiques magiques propres à l'ancienne religion nordique.

## Étymologie
Sa désignation est apparentée au proto-germanique *saiðaz et à un groupe de formes germaniques désignant le lien, la corde (all. die Saite) ou encore le fil filé à la quenouille. Dans ce contexte, la magie est désignée, selon un parallèle traditionnel que l'on peut le trouver dans le latin fascinum, à partir du lien, de ce qui lie.

## Mythologie
Le seiðr est, dans la mythologie nordique, une activité que Freyja apprit aux Ases, dont seul Odin serait devenu un maître. Le seiðr est entre autres mentionné dans la Gylfaginning et le Vǫluspá.

## Magie
François-Xavier Dillmann, dans son étude portant sur Les magiciens dans l'Islande ancienne a montré que le seiðr ne doit rien au chamanisme.
Le seiðr implique la transe[réf. nécessaire] et vise à percer les desseins des Nornes[réf. nécessaire] les tisseuses de destin, afin de connaître le destin (Wyrd ou Örlog).
La transformation en animal consiste à échanger son Hamr (la substance qui donne sa forme au corps) avec celui d’un animal[réf. nécessaire].

### Rituel duseiðr
Dans la saga d'Erik le Rouge, on raconte comment la  völva Þórbjörgr, ou Þorbjörg Lítilvölva, procède à un seiðr. Avant son arrivée, la maison est nettoyée de fond en combles. La grande chaise, habituellement réservée au maître des céans ou sa femme, est agrémentée de coussins. Quand la völva entre dans la pièce, elle est saluée avec révérence par la maisonnée et conduite au haut siège. Là, on lui présente un repas préparé pour elle uniquement. C'est un porridge de céréales et de lait de chèvre, et un ragoût fait avec le cœur d'un représentant de tous les animaux de la maison. Elle mange les plats avec une cuillère en cuivre et un couteau épointé.
La völva est hébergée pour la nuit et le lendemain est réservé à sa danse. Pour danser le seiðr, elle a besoin de certains outils. D'abord, on lui construit une plate-forme spéciale. Un groupe de jeunes femmes s'assoient autour d'elle. Elles chantent une chanson spéciale pour appeler les pouvoirs avec laquelle la völva désire communiquer.
Dans une loi islandaise du XIIIe siècle, on parle du seiðr comme útiseta at vekja tröll upp ok fremja heiðni (« útiseta (assis dehors) pour réveiller les trolls et pratiquer des rituels païens »). Cette activité y est punie par la peine de mort. Encore en 1854, on parle d'« une sorcellerie spécifique […] où le mage passe la nuit à l'air libre […] surtout pour prédire l'avenir. »

### Séparation des sexes
Le seiðr était essentiellement fait par les femmes appelées seiðkona, mais il y a aussi des seiðmaðr (hommes pratiquant le seiðr). Cette magie fait appel à  l'ergi et l'on considère qu’il est « honteux pour un homme de la pratiquer parfaitement ». 
Si on en croit la Lokasenna (texte où Loki calomnie les dieux jusqu’à l’intervention de Thor), le seiðr était une activité magique plutôt réservée aux femmes, indigne pour Odin qui la pratiquait assidûment. Une justification peut être trouvé dans la Saga des Ynglingar, où Snorri Sturlusson émet l'opinion que la pratique du seiðr rend celui qui le pratique sans force et vulnérable.

## Néopaganisme
Il y aurait un renouveau des traditions liés aux Völva dans les milieux Ásatrú (néopaganiste germaniques). Ces traditions liées aux Völur sont décrites par les écrivains américains Yngona Desmond, Diana Paxon et Kari Tauring.